# Chondrocladia burtoni
Chondrocladia burtoni är en svampdjursart som beskrevs av Tendal 1973. Chondrocladia burtoni ingår i släktet Chondrocladia och familjen Cladorhizidae. Inga underarter finns listade i Catalogue of Life.